# Erika Stucky

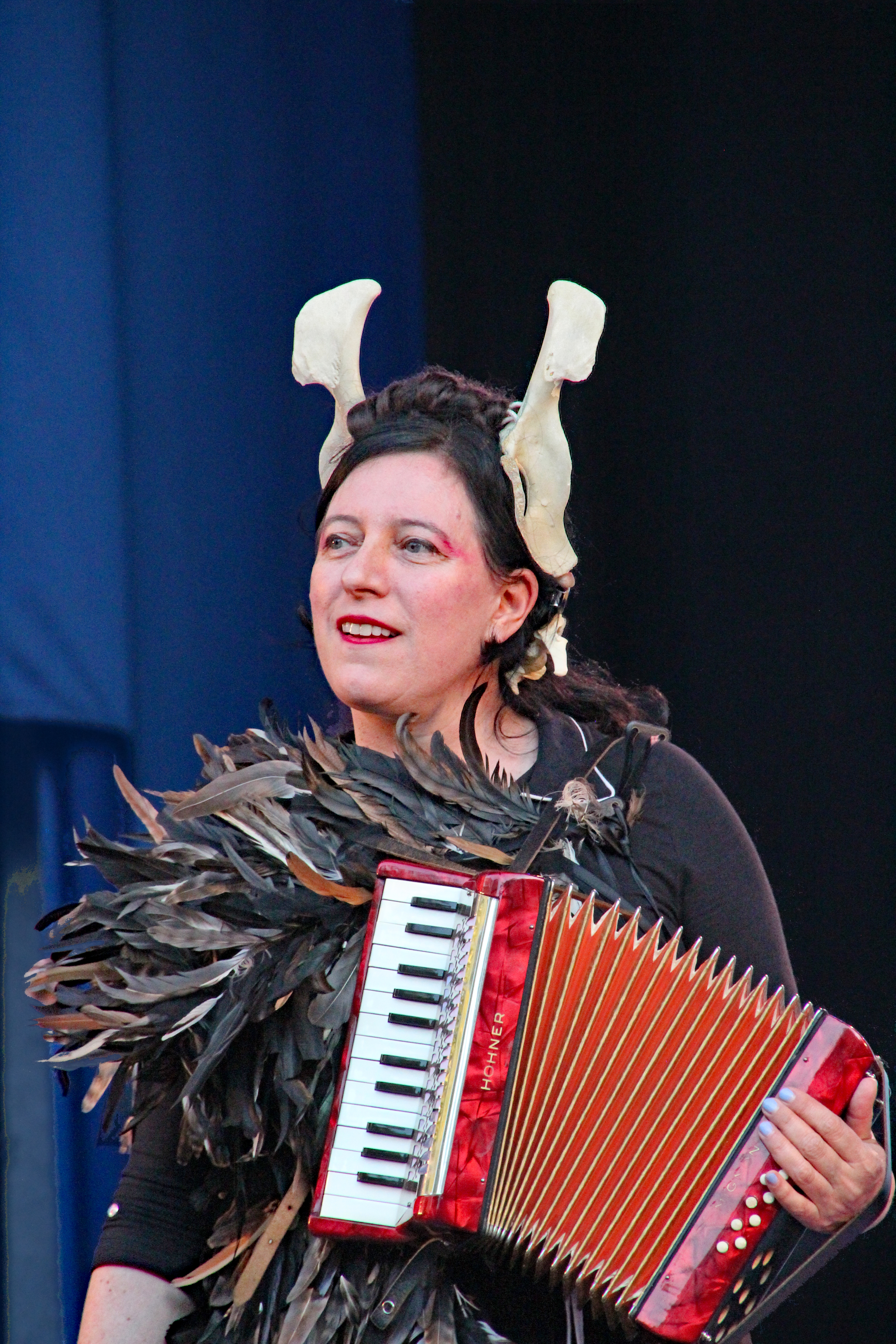
Erika Stucky (2016 bei Jazz im Palmengarten)

Erika Stucky (* 1962 in San Francisco, Kalifornien) ist eine US-amerikanisch-schweizerische Jazz-Sängerin, Musikerin, Performerin und Akkordeonistin.

## Leben
1907 entschloss sich Theodor Stucky, Erika Stuckys Großvater, das Oberwallis Richtung Nordamerika zu verlassen. Sein Sohn, Bruno Stucky, wurde als gelernter Metzger vom Palace Hotel in San Francisco für kunstvolle Büffet-Arrangements u. a. bei Galas engagiert. Als Fan von Connie Francis sowie des Rat Pack infizierte er seine Tochter Erika schon früh mit Frank Sinatra, Dean Martin und anderen großen amerikanischen Entertainern.
Im Winter 1971 kehrte die Familie wegen ihrer Sehnsucht nach den Alpen nach Europa zurück und ließ sich im Dorf Mörel im Oberwallis nieder. Erika Stucky begann, in Trachtengruppen zu jodeln. Mit 17 Jahren sang sie in Brig, begleitet von einer einheimischen Bigband, das Musical Hair und übernahm dabei sämtliche weiblichen Rollen. Mit einer Schulfreundin reiste sie danach acht Monate durch Südamerika und sang auf der Straße in ursprünglicher Walliser Werktagstracht eine Mischung aus anglo-amerikanischen Folk/Pop (Dylan, Joplin, Beatles) und rudimentärem Jodel. Zurück in der Schweiz nahm sie Unterricht in der Schule des berühmten Pantomimen Dimitri im Tessin, von dort zog sie für zwei Jahre nach Paris, um Jazzgesang bei Jean-Claude Briodin zu studieren. Danach schloss sie am L’atelier Serge Martin (damals in Paris, heute Genf), ihre Ausbildung als Theater-Schauspielerin ab. Von Paris zog sie zunächst nach Brooklyn und dann an den Zürichsee, wo sie bis heute lebt.

## Karriere
1985 war Erika Stucky Mitgründerin von The Sophisticrats, einem weiblichen A-Cappella-Quartett plus Kontrabassist. Die Band veröffentlichte die beiden Alben Four Singers And Bass (1988) und We love you (1991), gab rund 500 Konzerte in Europa und Afrika und wurde mehrfach ausgezeichnet, unter anderem mit dem Coup de Coeur (1988) der Stadt Saint-Malo und dem Prix de L`Humour (1989). 1991 gründete Erika Stucky mit Marco Raoult das Quartett Bubble-Town, dessen Genre sie als „Fantasy-Folklore“ bezeichnete, 1996 erschien das Debütalbum Don't Shoot Him.
1994 wurde Stucky von George Gruntz eingeladen, in dessen Concert Jazz Band als Solo-Sängerin mitzuwirken. Mit der Formation tourte Stucky durch die Schweiz, Deutschland und Russland. Beim Konzert im Rahmen des Jazzfestivals Berlin wirkten Elvin Jones und Joe Henderson mit. Im Lauf der Tournee entstand in Sankt Petersburg die Idee zum Trio Mrs Bubble & Bones mit den beiden amerikanischen Posaunisten Art Baron und Ray Anderson. Der Name dieser ab 1997 aktiven Formation leitet sich von den Posaunen (Trombones) ab. Parallel zu Bubbles & Bones sang Stucky 1999 im Studio und live bei der WDR Big Band Köln unter der Leitung von George Gruntz an der Seite des argentinischen Bandoneon-Virtuosen Dino Saluzzi. 2001 veröffentlichte sie mit Bubbles & Bones ihr erstes Album bei Traumton Records, mit Gruntz und Saluzzi als "special guests".
Im Jahr 2000 spielte Stucky für mehrere Monate die Rolle von „Frau Gott“ in Sibylle Bergs Stück Helges Leben am Schauspielhaus Bochum. Mit der Walliser Mundart-Popsängerin Sina, die in der Rolle der „Frau Tod“ auftritt, komponierte Stucky auch die Musik zu der Inszenierung. Danach begannen die beiden eine bis heute andauernde Zusammenarbeit unter dem Namen Stucky & Sina, mit eigens dafür gedrehten Super 8-Filmen auf der Bühne.
2001 startete Erika Stucky eine ebenfalls bis heute währende Zusammenarbeit mit dem Trio Roots of Communication. Es besteht aus den Posaunisten und Alphornspielern Robert Morgenthaler und Jean-Jacques Pedretti sowie den wechselnden Schlagzeugern Lucas Niggli und Peter Horrisberger. 2002 eröffneten Stucky & Roots of Communication die Swiss Expo.02 in Murten. Das Programmheft des BeJazz Winterfestivals schrieb über Stucky & Roots of Communication: „Zusammen mit Robert Morgenthalers Trio belichtet Erika Stucky die Musikstile Jazz, Klassik, Pop und Volksmusik völlig neu und spannt einen packenden Bogen vom heimeligen Älplertum zum urbanen Alptraum. Roots of Communication spielen Eigenkompositionen und improvisierte Sequenzen, inspiriert vom Jazz und von der Klassik, sowie von asiatischen, afrikanischen und europäischen Volksmusiken.“

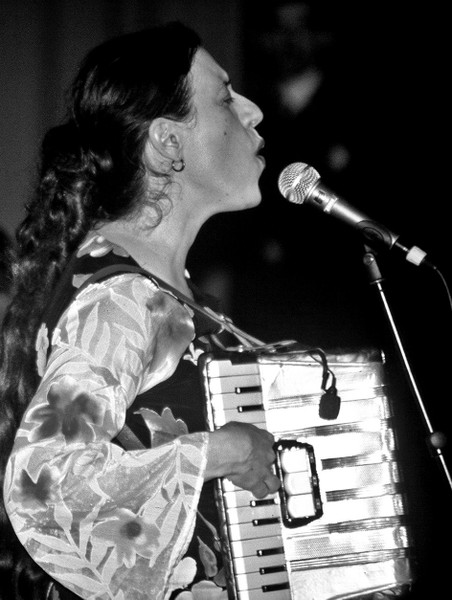
Erika Stucky 2003 auf dem Jazzfestival St. Ingbert

2004 wurde Erika Stucky von den Pionieren des Schweizer Jazz Christy Doran und Fredy Studer zu deren Jimi-Hendrix-Projekt eingeladen, in dem Jamaladeen Tacuma und Kim Clarke abwechselnd E-Bass spielen, zeitweise auch Melvin Gibbs. Das Quartett nahm bislang zwei CDs auf und tourte über mehrere Jahre in Europa und Kanada. 2005 wurde Stucky von der Industrial-Rockband Young Gods für ein Woodstock-Projekt engagiert, das im September Premiere feierte und in den folgenden Jahren auf internationale Bühnen kam. Der Song If 6 Was 9 erschien 2008 auf dem Album Knock On Wood. Mit The Young Gods, Handsome Hank, Lucas Niggli u. a. produzierte Stucky auch ihr nächstes Album Suicidal Yodels, das 2007 erschien.
2006 übernahm Stucky die Rolle der Ginger in der Essener Aufführung von Carla Bleys Jazz-Oper Escalator Over The Hill (Libretto von Paul Haines). Bley selbst saß bei den Konzerten in der Philharmonie Essen am Flügel. „Erika Stucky hatte einen glanzvollen Bühnenauftritt als ausgemachte Kennerin der Musik aus der Zeit der Entstehung des Escalator, sang verbunden mit einer einfachen, aber eindrucksvollen Bühnenpräsenz ganz schlicht und höchst emotional“, kommentierte Hans-Jürgen von Osterhausen in der Jazzzeitung.
2007 war Stucky eine der drei Protagonisten in Stefan Schwieterts Dokumentarfilm Heimatklänge (D, CH, A 2007), neben dem Jodler Noldi Alder und dem Vokal-Artisten Christian Zehnder. Als Folgeprojekt von Bubbles & Bones gründete sie 2008 die Formation Bubbles & Bangs. Dabei steht Bangs für verstärkten rhythmischen Biss, für den in erster Linie der Drummer Lucas Niggli sorgt, den aber auch die Tuba-Virtuosen Jon Sass und Marc Unternährer befeuern.
2010 sang Stucky in George Gruntz’ Oper Milk & Honey am Stadttheater Basel, zu der Richard Wherlock eine Ballett-Choreographie kreierte. Martina Wohlthat notierte in der NZZ: „Die Verbindung zwischen Musik und Tanz bliebe allzu locker gestrickt, gäbe es nicht die Sängerin Erika Stucky, die mit einem Holzstecken und stoischem Ernst eine Eisenschaufel rhythmisch bearbeitet, dazu singt und jodelt.“ Eine Sonderaufführung der Produktion fand im Sommer 2010 auf der Open-Air-Bühne des Festivals Villingen-Schwenningen statt, mit Gruntz, Stucky, Matthieu Michel, Andy Scherrer, Christy Doran u. a. Im gleichen Jahr trat Erika Stucky mit Robert Morgenthalers Roots of Communication im Schweizer Pavillon bei der Expo 2010 in Shanghai auf. In ihrer Performance entwarf sie eine zeitgenössische Vision von musikalischen Traditionen der Eidgenossenschaft.
2011 gründeten Stucky und ihr Produzent Knut Jensen, mit dem sie seit 2000 zusammen arbeitet, das Projekt Ping Pong. Es vereinte Stuckys Stimme und Mini-Akkordeon mit Jensens Ukulele und Notebook, dazu zeigte Stucky live ihre in Shanghai gedrehten Filme. Im selben Jahr nahm Stucky am Projekt Raindogs Revisited teil, eine Hommage an Tom Waits, die sogar auf dessen Website angekündigt wurde. Künstlerisch geleitet von David Coulter (The Pogues, Tom Waits & Robert Wilson The Black Rider, Gorillaz, Pete Townshend, Kronos Quartet u. a.), umfasste das Ensemble neben Stucky u. a. Jane Birkin, Arthur H., Steve Nieve (Keyboarder bei Elvis Costello), Tiger Lillies, Annie Clark alias St. Vincent.
Nach dem Ende von Raindogs Revisited arbeitete Stucky mit einigen Musikern der Produktion weiter an ihrem nächsten Album Black Widow. Es wurde 2012 mit Michael Blair (Tom Waits, Lou Reed, Elvis Costello), David Coulter und Terry Edwards (Nick Cave, PJ Harvey) in Stockholm und London eingespielt. Nach Erscheinen des Albums gab das Quartett europaweit Konzerte. Dazu schrieb Claude Müller im Lëtzebuerger Journal unter anderem: „In einem einzigartigen Hymnus an die diversen Popkulturen der letzten Jahrzehnte vermittelte die Vokalistin ein von Emotionalität und Spontaneität sprühendes Lebensgefühl, das permanent einen Hauch von Protestbewegung vermittelte.“
2014 entwickelte Erika Stucky die Show Wally und die Sieben Geier, für die sie mit der österreichischen Blasmusikgruppe Da Blechhauf’n zusammenarbeitete. Im Oktober 2016 eröffnete Stucky den Schweizer Pavillon in Mexiko-Stadt und erarbeitete mit einheimischen Mariachi-Musikern eine gemeinsame Performance, die wiederum in dem Holzpavillon im Stadtpark aufgeführt wurde.
Auf ihrem Album Papito, das im November 2017 veröffentlicht wurde, präsentierte Stucky eine sogar für ihre Verhältnisse stilistische und klangliche Spannweite. Neben eigenen Songs finden sich Covers von Titeln aus der Feder von Cole Porter, Steven Sondheim, Randy Newman und anderen. Inhaltlich beschäftigen sich die Songs im weiteren Sinn mit dem Verhältnis von Töchtern und Vätern; bei der Produktion arbeitete sie mit dem Avantgarde-Musiker und Produzenten FM Einheit. Weiterhin sind sieben Mitglieder des La Cetra Barockorchester Basel sowie Countertenor Andreas Scholl beteiligt; mit ihm interpretiert Stucky unter anderem den Song Caruso von Lucio Dalla.
Im März 2019 trat Stucky in Didon & Enee Remembered an der Opéra de Lyon auf, eine Koproduktion mit der Opera Vlaanderen und der Staatsoper Stuttgart in Partnerschaft mit der Ruhrtriennale. Das Stück wurde vom 28. bis 31. August 2019 im Rahmen der Ruhrtriennale in der Kraftzentrale/Gebläsehalle im Landschaftspark Duisburg-Nord aufgeführt. David Martons inszenierte eine Collage aus der Oper von Henry Purcell mit Kompositionen des Gitarristen Kalle Kalima. Stucky überzeugte Sascha Westphal von Nachtkritik.de mit „wunderbar überzogenen (Show-)Auftritten als Magierin und in der von Marton hinzugefügten Rolle der Göttin Venus“, Stucky wurde auch vom Bonner Generalanzeiger sowie von Ursula Decker-Bönniger in Klassik.com gelobt: „Star des Abends ist die Allround-Künstlerin Erika Stucky, die als Hexe mit effektvollem Auftritt und virtuosen Sprachimprovisationen das Publikum in den Bann zieht."

## Preise und Auszeichnungen
Stucky erhielt 1996 für Bubble-Town den Schweizer KleinKunstPreis. 1998/99 wurde sie mit einem Werkjahr der Stadt Zürich gefördert. 2010 erhielt sie den Walliser Kulturpreis, 2014 einen Schweizer Musikpreis und 2017 den Anerkennungspreis des Kantons Zürich für das Album Papito. 2020 wurde sie mit dem Grand Prix Musik der Schweiz ausgezeichnet.

## Diskographische Hinweise
- We Love You, The Sophisticrats, FunKey, CH 1990
- Bubbles & Bones, Traumton Records, 2001, mit George Gruntz und Dino Saluzzi als spezielle Gäste
- Lovebites, Traumton Records, 2003, mit Jon Sass, Ray Anderson, Bertl Mütter, Lew Soloff, Matt Perrine, Knut Jensen und Strings: Darja Albiker, Laura Volkwein, Angelika Yoo
- Jimi (Doran, Stucky, Studer, Clarke), Double Moon Records, 2005
- Princess, Traumton Records, 2005
- Suicidal Yodels, Traumton Records, 2007
- Stucky Live 1985-2010., Traumton Records, 2011
- Black Widow, Traumton Records, 2013
- Call Me Helium (Doran, Stucky, Studer, Tacuma), Double Moon Records, 2015
- Papito, Traumton Records, 2017[43]